# Ортосиликат магния
Ортосиликат магния — неорганическое соединение,
соль магния и ортокремниевой кислоты с формулой Mg2SiO4,
бесцветные кристаллы,
не растворяется в воде.

## Получение
- Сплавление стехиометрических количеств оксидов магния и кремния:

{\displaystyle {\mathsf {2MgO+SiO_{2}\ {\xrightarrow {1900^{o}C}}\ Mg_{2}SiO_{4}}}}

## Физические свойства
Ортосиликат магния образует бесцветные кристаллы
ромбической сингонии,
пространственная группа P bnm,
параметры ячейки a = 0,475 нм, b = 1,020 нм, c = 0,598 нм, Z = 4.
Не растворяется в воде.